# 1741 na ciência

## Nascimentos
| Data           | Nome               | Profissão | Nacionalidade    | Observações | Ref |
| -------------- | ------------------ | --------- | ---------------- | ----------- | --- |
| 22 de setembro | Peter Simon Pallas | zoólogo   | Reino da Prússia | m. 1811     |     |

## Mortes
| Data | Nome | Profissão | Nacionalidade | Observações | Ref |
| ---- | ---- | --------- | ------------- | ----------- | --- |

## Prémios
- Medalha Copley - John Theophilus Desaguliers[1]